# Mbola
Mbola est une localité du Cameroun, située dans le département du Mbam-et-Inoubou et la région du Centre. Elle fait partie de la commune de Bokito et du canton de Yangben. 

## Population
En 1964, la localité comptait 101 habitants, des Yambassa.
Lors du recensement de 2005 on y a dénombré 108 personnes.